# Чемпионат Европы по фигурному катанию 1894
Чемпионат Европы по фигурному катанию 1894 года проходил в Вене (Австрия) 28 января 1894 года. Соревновались только мужчины по программе обязательных упражнений. Приняли участие пять спортсменов из 2-х стран. Победу в третий раз подряд одержал Эдуард Энгельманн-младший.
| Место | Имя                 | Страна  | Баллы |
| ----- | ------------------- | ------- | ----- |
| 1     | Эдуард Энгельманн   | Австрия | 1     |
| 2     | Густав Хюгель       | Австрия | 2     |
| 3     | Тибор фон Фёльдвари | Венгрия | 3     |
| 4     | Георг Захариадес    | Австрия | 4     |
| 5     | Карл Заге           | Австрия | 5     |

Судьи:
- Оскар Улиг  Германия
- Й. Эрлих  Венгрия
- O. Rpp  Германия
- Роберт Холлечек  Германия
- М. Мича  Австрия
- Л. Фридеман  Австрия
- Й. Шёнбах  Австрия
- Г. Васмут  Австрия